# Fontenoy-la-Joûte
Fontenoy-la-Joûte is een gemeente in het Franse departement Meurthe-et-Moselle (regio Grand Est) en telt 297 inwoners (2005). De plaats maakt deel uit van het arrondissement Lunéville.
Fontenoy-la-Joûte is een boekenstad.

## Geografie
De oppervlakte van Fontenoy-la-Joûte bedraagt 10,7 km2, de bevolkingsdichtheid is 27,8 inwoners per km2.
De onderstaande kaart toont de ligging van Fontenoy-la-Joûte met de belangrijkste infrastructuur en aangrenzende gemeenten.

## Demografie
De figuur toont het verloop van het inwonertal (bron: INSEE-tellingen).